# Robert Gumede
Robert Gumede (Nelspruit, 9 de agosto de 1963) é um empresário e filantropo sul-africano. Ele é o fundador da empresa de TI Gijima Technologies e de sua holding Gijima Group.

## Primeiros anos
Robert Gumede foi um dos sete filhos criados por sua mãe e avó na cidade de Nelspruit, África do Sul. Ele trabalhou como transportador de tacos de golfe, jardineiro e atendente de gasolina para ajudar a sustentar sua família em sua juventude. Ele estudou direito na Universidade da Zululândia, graduando-se em 1986 com um diploma em direito. Depois de se formar, ele trabalhou como secretário e promotor no Tribunal de Kabokweni . Gumede foi empregado pelo Ministério da Justiça por um tempo antes de deixar esse cargo em 1988.

## Carreira profissional
Em 1988, Gumede deixou o emprego no Ministério da Justiça devido a suas atividades políticas durante o apartheid, iniciando sua carreira comercial quando fundou a Gijima Electronic and Security Systems. Gumede trabalhou como consultor de negócios depois de se mudar para Joanesburgo em 1992. Isso o levou a identificar várias oportunidades de negócios e, em meados da década de 1990, ele havia registrado várias empresas com o nome Gijima, como uma empresa que fornecia serviços de proteção ao Congresso Nacional Africano (ANC). O empreendimento mais bem-sucedido de Gumede foi a empresa de TI que ele criou em 1997, que recebeu com sucesso propostas do governo para desenvolver e implantar soluções de TI para os serviços do Departamento de Justiça e Serviços Correcionais e do Departamento de Assuntos Internos . A empresa de TI foi consolidada em 2002 na Gijima Afrika Smart Technologies (GijimaASTP), que ganhou outros concursos do monopólio de telecomunicações pertencente ao governo Telkom para produzir cartões telefônicos.
Em 2011, a empresa de Gumede, GijimaAST, chegou a um acordo amigável com o Departamento de Assuntos Internos após um litígio sobre um projeto de licitação no valor de R $ 2,3 bilhões devido à escalada dos custos do projeto. Em 2014, a Unidade Especial de Investigação da África do Sul concluiu que um edital de R $ 360 milhões do Departamento de Desenvolvimento Rural e Reforma Agrária e a Agência Estatal de Tecnologia da Informação concedida ao GijimaAST era irregular.  Relatórios do jornal Sunday Independent sobre a suposta não entrega em uma licitação governamental do GijimaAST resultaram em Gumede ameaçando entrar com um processo de difamação de R $ 1 bilhão contra a publicação.

## Política
Gumede é aberto sobre seu apoio político e financeiro ao partido do governo da África do Sul, o ANC, e tem uma estreita amizade com o ex-tesoureiro do ANC, Mathews Phosa. Em 2016, ele doou uma frota de 12 veículos para a campanha eleitoral do ANC para as eleições municipais da África do Sul de 2016 . O Daily Maverick alega que Gumede faz parte de uma elite econômica na África do Sul que deve sua existência a um sistema de patrocínio criado pelo Congresso Nacional Africano.
Em 2018, um artigo do Sunday Times alegou que Gumede deu apoio substancial à campanha eleitoral de Emmerson Mnangagwa durante as eleições gerais do Zimbábue naquele ano. É ilegal no Zimbábue para estrangeiros financiarem eleições locais. Gumede negou veementemente a acusação, chamando de notícia falsa .